# Louisville (Colorado)
Louisville is een plaats (city) in de Amerikaanse staat Colorado, en valt bestuurlijk gezien onder Boulder County.

## Demografie
Bij de volkstelling in 2000 werd het aantal inwoners vastgesteld op 18.937.
In 2006 is het aantal inwoners door het United States Census Bureau geschat op 18.417, een daling van 520 (-2,7%).

## Geografie
Volgens het United States Census Bureau beslaat de plaats een oppervlakte van
22,2 km², waarvan 22,1 km² land en 0,1 km² water. Louisville ligt op ongeveer 1626 m boven zeeniveau.

## Plaatsen in de nabije omgeving
De onderstaande figuur toont nabijgelegen plaatsen in een straal van 16 km rond Louisville.

## Geboren
- Jack Fischer (1974), astronaut

## Gebeurtenissen
Op 30 december 2021 werd het stadje getroffen door het Marshall Fire, een natuurbrand die ontaardde in een vuurstorm. Door de storm meegevoerde gensters drongen de kleinste kieren van gebouwen binnen, en veroorzaakten branden “van binnen naar buiten”.